# 크로우어
크로우어(Crow)는 수어족에 속한 언어로서 미국의 몬태나에서 쓰이는 언어다.

## 발음
- 모음
  - a - 한국어로 '어'와 같은 발음이 나온다.
  - aa - 한국어의 '아'로 발음하되 길게 끌어준다.
  - e - 한국어로 '에'로 발음하나 영어의 'gate'의 'a'에 가깝게 발음한다. 때로는 한국어의 '애'로 발음하기도 한다.
  - ee - '에이'발음을 끌어서 발음한다.
  - i - 한국어의 '이'처럼 발음한다.
  - ii - 한국어의 '이'를 길게 끌어준다.
  - o - 한국어의 '오'처럼 발음한다.
  - oo - 한국어의 '오'를 길게 끌어서 발음한다.
  - u - 한국어의 '우'처럼 발음한다.

- 이중모음
  - ia(이어)
  - ua(우이)

- 자음
  - b - 한국어로 'ㅂ'처럼 발음하며 어떤 단어의 첫부분에서는 보다 비음에 가깝게 발음한다.
  - ch - 한국어로 'ㅊ'처럼 발음한다.
  - d - 한국어로 'ㄷ'처럼 발음하며 어떤 단어의 첫부분에서는 보다 비음에 가깝게 발음한다.
  - h - 한국어로 'ㅎ'처럼 발음한다.
  - k - 한국어로 'ㅋ'처럼 발음하며 첫모음이 'i'일 때는 구개음화하여 발음한다.
  - l - 한국어의 'ㄹ'처럼 발음하거나 스페인어의 'pero'처럼 발음한다.
  - m - 한국어로 'ㅁ'처럼 발음한다.
  - n - 한국어로 'ㄴ'처럼 발음한다.
  - p - 한국어로 'ㅍ'처럼 발음한다.
  - s - 한국어로 'ㅅ'처럼 발음한다.
  - sh - 영어의 'show'의 'sh'처럼 발음한다.
  - t - 한국어로 'ㅌ'처럼 발음한다.
  - w - 영어의 'way'의 'w'처럼 발음한다.
  - x - 목구멍소리로 영어에는 없으며 독일어의 'ach'의 'ch'처럼 발음한다.
  - ’- 끊어줄때 내는 소리다. 'uh-oh'의 가운데 부분처럼 발음한다..
  - ’- 끊어줄때 내는 소리다. 'uh-oh'의 가운데 부분처럼 발음한다.

- 쌍자음(Double Consonants)